# Patricio Urrutia
Patricio Urrutia (Zapotal, 15 oktober 1977) is een voormalig Ecuadoraanse profvoetballer. Hij speelde als aanvallende middenvelder.

## Clubcarrière
Urrutia begon zijn carrière in 1999 in Guayaquil bij Barcelona SC en speelde bij enkele kleinere clubs om in 2002 weer terug te keren bij Barcelona. Vanaf 2003 stond hij onder contract bij LDU Quito waar hij uitgegroeide tot een van de bepalende spelers. Op 20 december 2006 werd hem een schorsing van drie maanden opgelegd wegens betrokkenheid bij een massale vechtpartij tussen de spelers van LDU Quito en Barcelona SC. Urrutia speelde namens LDU Quito mee in de finale van het WK voor clubteams in 2008, toen de ploeg uit Ecuador met 1-0 verloor van het Engelse Manchester United.
Op een seizoen na, waarin hij uitkwam voor het Braziliaanse Fluminense, speelde Urrutia tot aan zijn afscheid in 2013 voor LDU Quito.

## Interlandcarrière
Urrutia was tevens international en speelde zijn eerste interland op 17 november 2004 tegen Brazilië. Hij maakte deel uit van de selectie voor het WK voetbal 2006, waar hij drie keer als invaller in actie kwam. In de periode 2004-2009 speelde hij 27 interlands, waarin hij driemaal tot scoren kwam.
| WK-statistieken           | Club      | Positie      | W |   |   | D | A |   |   |   |
| ------------------------- | --------- | ------------ | - | - | - | - | - | - | - | - |
| WK voetbal 2006 - Ecuador | LDU Quito | Middenvelder | 3 | 3 | 0 | 0 | 0 | 0 | 0 | 0 |

## Erelijst
LDU Quito
- Campeonato Ecuatoriano

2003, 2005 (A), 2007, 2010
- Copa Libertadores

2008
- Topscorer Copa Libertadores

2006 (5 goals)
- Copa Sudamericana

2009